# Federal Bureau of Prisons

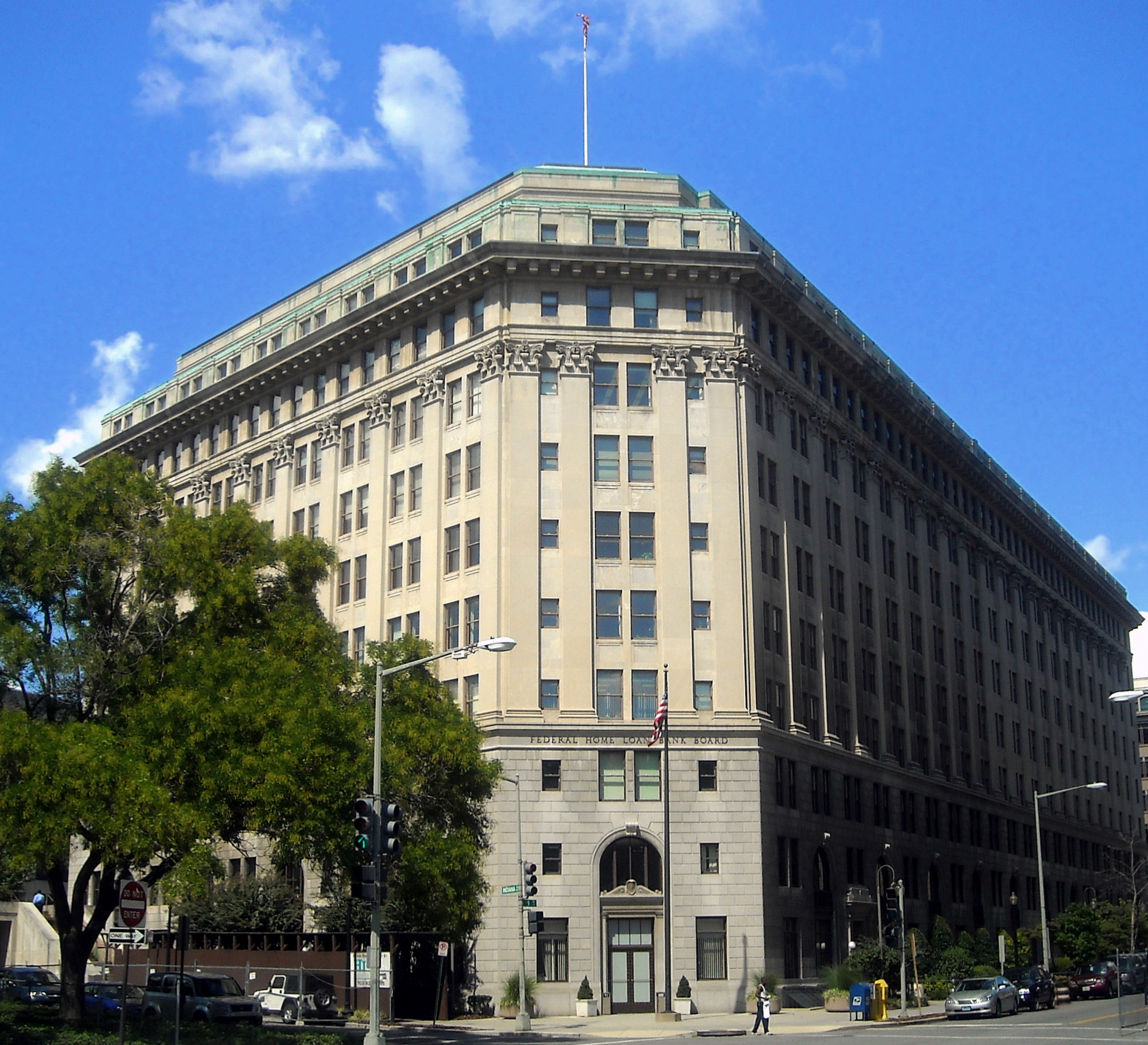
Dienstgebäude der Hauptverwaltung

Das Federal Bureau of Prisons (BOP; deutsch etwa Bundesamt für Gefängnisse) ist eine Behörde des Justizministeriums der USA und verantwortlich für die Verwaltung der Bundesgefängnisse. Es wurde 1930 als zentrale Verwaltung des Gefängnissystem der Vereinigten Staaten (Bund) sowie zur Durchsetzung fortschrittlicher und humaner Haftbedingungen geschaffen. Sitz des BOP ist Washington, D.C.
Im Jahr 2022 war das Federal Bureau of Prisons (FBP) für die Verwaltung von insgesamt 122 US-amerikanischen Haftanstalten mit über 150.000 Gefangenen zuständig.

## Geschichte und Entwicklung
Ende 1930 war das FBP für 14 Bundesgefängnisse mit über 13.000 Häftlingen zuständig. Bis zum Jahr 1940, waren es bereits 24 Gefängnisse und bis 1980 verdoppelte sich die Anzahl der Haftanstalten knapp, auf insgesamt 44. Die Anzahl der Inhaftierten lag bei über 24.000, während es 1989 bereits fast 58.000 waren, aus mittlerweile 62 Haftanstalten. In den 1990er Jahren überschritt die Anzahl der durch das FBP verwalteten Häftlinge erstmals 100.000 und lag Ende 1999 bei rund 136.000.
2006 verwaltete das Federal Bureau of Prisons bereits über 100 Strafvollzugseinrichtungen, sechs regionale Zweigbüros, eine Zentralstelle in Washington, D.C., die zugleich als Hauptsitz dient, 2 Trainingscenter sowie 28 kommunale Büros und ist für Verwahrung und Betreuung von ungefähr 185.000 Strafgefangenen verantwortlich. Zirka 85 % dieser Insassen sind in Haftanstalten inhaftiert, welche vom Federal Bureau of Prisons geführt werden. Die restlichen 15 % der Häftlinge verbüßen ihre Strafe in Anstalten oder Institutionen unter privater Leitung bzw. unter der Verwaltung durch die jeweilige Gemeinde.
Im Jahr 2014, war die Anzahl der vom FBP verwalteten Gefangenen, nach diversen Gesetzesänderungen, erstmals seit 34 Jahren rückläufig. Anfang 2022 gab das Federal Bureau of Prisons an, mittlerweile für die Verwaltung von insgesamt 122 Haftanstalten mit mehr als 150.000 Gefangenen zuständig zu sein.

## Weitere Informationen
Untersuchungshäftlinge werden, so vorhanden, im lokalen MDC oder MCC (Metropolitan Detention Center, Metropolitan Correctional Center) gefangen gehalten, bevor sie nach der Verurteilung in die eigentlichen Haftanstalten überstellt werden. Das Federal Bureau of Prisons ist auch für alle bundesgerichtlich angeordneten Hinrichtungen in den Vereinigten Staaten zuständig und unterhält den Injektionsraum im Bundesgefängnis Terre Haute im Bundesstaat Indiana.
Behördenleiter (Director of the Federal Bureau of Prisons) ist seit dem 25. Februar 2020 Michael Carvajal.
Zusätzliche Informationen zu den einzelnen Einrichtungen, ihren jeweiligen Sicherheitsbestimmungen, sowie Informationen für Besucher und Pressevertreter befinden sich auf der Webpage des Federal Bureau of Prisons.

## Weblink
- Offizielle Website (englisch)